# Чеснок
Чесно́к (лат. Állium satívum) — многолетнее травянистое растение; вид рода Лук подсемейства Луковые (Allioideae) семейства Амариллисовые (Amaryllidaceae), ранее выделялся в самостоятельное семейство Луковые (Alliaceae).
Популярная овощная культура у многих народов всего мира, что объясняется острым вкусом и характерным запахом, связанным с наличием в составе растения органических сульфидов (тиоэфиров). Дольки луковицы («зубчики») используются в качестве посевного материала, употребляются в пищу (в сыром или приготовленном виде, как приправа). Листья, стрелки и цветоносы также съедобны, употребляются в основном у молодых растений.

## Название
Русское слово «чеснок» восходит к праслав. *česnъkъ, образованному от *česnъ — суффиксального производного от глагола *česti «чесать, скрести, рвать, драть» с этимологическим значением «расщеплённая, расколотая (луковица)».
По-латыни чеснок называется alium (с I века н. э. появляется вариант написания allium). Это слово не имеет общепринятой этимологии. Существует версия, что оно происходит от āla «крыло» (по этой версии, под крылом подразумевается зубчик чеснока). Данное слово было использовано в качестве научного названия — Allium (Лук) — для обширного рода растений, к которому, помимо чеснока, относятся лук репчатый, черемша и многие другие растения.
Видовой эпитет в научном (латинском) названии чеснока, sativum, переводится как «посевной», в связи с этим в литературе изредка встречаются такие варианты русского наименования этого вида, как «Лук посевной» и «Чеснок посевной». Иногда можно встретить название этого вида «лук чеснок».

## Ботаническое описание

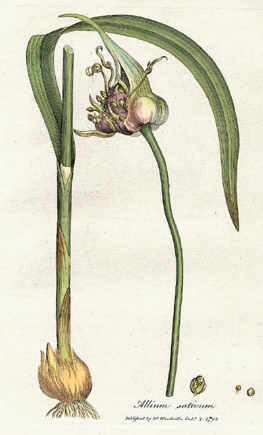
Allium sativum. Ботаническая иллюстрация Уильяма Вудвилла из книги «Медицинская ботаника» (1793)

Многолетнее травянистое луковичное растение. Корневая система мочковатая.
Луковица сложная, образует в пазухах своих чешуй от 2 до 50 луковичек-«деток» (именуемых в обиходе «зубками» или «зубчиками»), каждая из которых покрыта жёсткой кожистой чешуёй. Луковица округлая, несколько приплюснутая, к середине овально-ребристая. Луковицы могут быть белые, желтоватые, тёмно-фиолетовые, розово-фиолетовые. С помощью луковичек чеснок размножается вегетативно, что и используется в культуре. Внешние луковички продолговатые, к середине утолщённые; наружная поверхность выпуклая, внутренняя — вогнутая.
Листья неполые, узкие, ланцетовидно-вытянутые, желобчатые, с нижней стороны с килем, сантиметровой ширины, заострённые к концу, цельнокрайные, прямостоячие или поникающие, в длину достигают 30—100 см. Каждый последующий лист прорастает изнутри предыдущего, тем самым образуя ложный стебель, более прочный, чем у репчатого лука.
Цветонос (цветоносный стебель, стрелка) высотой от 60 до 150 см, почти до половины одет листовыми влагалищами, до цветения на конце закручивается в спираль и заканчивается соцветием в виде зонтика, который до цветения покрыт плёнчатой перепонкой.
Соцветие — простой шаровидный зонтик, состоящий из стерильных цветков, воздушных размножающихся луковичек-бульбочек и плотного покрывала (обёртки). Цветки на длинных цветоножках, с простым (то есть без дифференциации на чашечку и венчик) венчиковидным околоцветником, состоящим из шести лепестков. Лепестки околоцветника белые или бледно-лиловые, с одной жилкой, гладкие, имеют длину около 3 мм. Тычинок шесть.
Плод — коробочка. Семян чеснок почти не даёт.
Число хромосом: 2n = 16, 48.

## Распространение и экология
Родиной является Средняя Азия. Окультуривание чеснока происходило в горных районах Таджикистана, Туркменистана, Узбекистана, на севере Ирана, в Афганистане и Пакистане:6. А. И. Введенский предположил, что чеснок произошёл от лука длинноостроконечного (Allium longicuspis), произрастающего на дне ущелий в горах Туркменистана, на Тянь-Шане и Памиро-Алае. Позднейшие исследования подтвердили верность этого предположения и показали, что чеснок генетически неотличим от лука длинноостроконечного.

## Культивирование
Древнее культурное растение, культурные формы разделяют на стрелкующиеся и обыкновенные (нестрелкующиеся).

### Агротехника
Различают яровой и озимый чеснок. Озимый чеснок предпочитает супесчаные почвы, а яровой хорошо растёт на средне- и легкосуглинистых почвах. Озимые сорта размножаются вегетативным путём тремя видами посадочного материала:
- зубками (боковыми почками) луковиц;
- однозубковыми луковицами (севком), выращиваемыми из воздушных луковичек;
- воздушными луковичками (бульбочками) в культуре через озимь.

Чеснок светолюбив, при этом почва должна быть достаточно увлажнённой.

### Сорта
В Государственный реестр селекционных достижений по состоянию на декабрь 2011 года внесено 19 сортов озимого и 7 сортов ярового чеснока.
| Ряд сортов чеснока производится в Европе под знаком охраняемого названия происхождения. Среди них: - Aglio Bianco Polesano - Aglio Bianco Piacentino - Ail blanc de Lomagne - Ail rose de Lautrec - Ajo Morado de Las Pedroñeras |                          |                          |
| Белый чеснок от Ломань | Белый чеснок от Полезано | Розовый чеснок от Лотрек |

### Производители чеснока
В таких странах, как Италия, Корея и Китай, потребление чеснока на душу населения достигает 8—12 зубчиков в день. Китай лидирует в мировом производстве чеснока.

| Страна           | Количество (тонн) | Прим. |
| ---------------- | ----------------- | ----- |
| Китай            | 21 197 131        | F     |
| Индия            | 1 400 000         | F     |
| Бангладеш        | 381 851           |       |
| Египет           | 280 216           | F     |
| Республика Корея | 275 549           | F     |
| Россия           | 262 211           | F     |
| Мьянма           | 212 909           | F     |
| Украина          | 187 960           | F     |
| Узбекистан       | 174 170           |       |
| Испания          | 170 042           |       |
| Всего в мире     | 26 573 001        | A     |

### Вредители и болезни
Чеснок страдает от болезней и вредителей, многие из которых характерны для видов рода Allium, некоторые поражают и другие луковичные растения, а иногда имеют более широкий спектр хозяев. Большинство болезней и вредителей имеют эндемичный характер и различаются в зависимости от региона или условий выращивания. Болезни культурных видов лука не поражают дикорастущие или очень редко у них встречаются.
Неинфекционным заболеванием является пожелтение и засыхание кончиков листьев, иногда — отмирание нижних листьев, это происходит по причине низкой влажности почвы.

#### Инфекционные заболевания
Чеснок подвержен грибковым и бактериальным заболеваниям; встречающееся у других видов лука вирусное заболевание — мозаика, или жёлтая карликовость — чеснок не поражает.
Бактериальная гниль может поражать чеснок как во время вегетации, так и при хранении. Вызывается бактериями Erwinia carotovora (syn. Bacillus cepivorus), Erwinia aroideae, Pseudomonas xanthochlora. Проявляется появлением коричневых язвочек различной формы и размеров на зубках луковиц, зубки становятся стекловидными, принимают вид «подмороженных». Возможно появление перламутровой окраски и резкого гнилостного запаха. Чеснок, наряду с луком репчатым, относится к видам, наиболее поражаемым бактериальной гнилью.
Фузариоз является одним из самых опасных заболеваний чеснока. Вызывается грибком Gibberella pulicaris (синоним Fusarium sambucinum) и приводит к пожелтению листьев, на которых затем появляется розоватый налёт спор. Споры заражают луковицу с донца и вызывают отмирание корней. Поражённые луковицы при хранении через месяц покрываются белым или розоватым мицелием и сгнивают. Болезнь встречается в средней полосе, но преимущественно распространена в более южных регионах, где грибок хорошо переносит зиму в почве. Частота встречаемости фузариозного увядания на чесноке достигает в отдельные годы 70 %, что вызывает в период вегетации и хранения потерю урожая в размере от 17,8 до 50 %. Опасность этого заболевания заключается не только в значительном снижении урожая, но и в способности возбудителей продуцировать широкий спектр опасных для здоровья людей и животных микотоксинов.
Помимо этого, чеснок подвержен следующим грибковым заболеваниям:
- Пероноспороз, или ложная мучнистая роса (см. Пероноспороз лука) вызывается оомицетом Peronospora destructor. Чеснок относится к видам лука, поражаемым пероноспорозом в относительно меньшей степени. Заболевание распространено во всех районах выращивания, кроме регионов с жарким и сухим климатом. Паразит способен длительно развиваться в тканях растения, не вызывая появления заметных признаков патологии, болезнь начинает проявляться в период спороношения грибка. На листьях и стрелке появляется серый налёт, затем эти части растения засыхают, а луковицы недозревают. Такие луковицы заражены спорами, которые могут прорасти при высадке на следующий год[30].
- Чёрная плесень, или стемфилиоз, вызывается полусапрофитным аскомицетом Stemphylium allii. Поражает чеснок при выращивании в условиях тёплого и влажного климата, для других видов лука является вторичным заболеванием, сопутствующим пероноспорозу. Чёрная плесень поражает листья, на которых появляются желтоватые пятна, затем покрывающиеся тёмным плесневидным налётом; заболевание приводит к снижению урожая[31].
- Чёрная шейковая гниль — заболевание некоторых видов лука, вызываемое грибком ботритис луковый (Botritis allii).
- Зелёная плесень может появиться при хранении, вызывается пенициллом Penicillium glaucum Link[32].
- ржавчина,
- чёрная плесневидная гниль (при хранении),
- белая гниль.

#### Насекомые-вредители

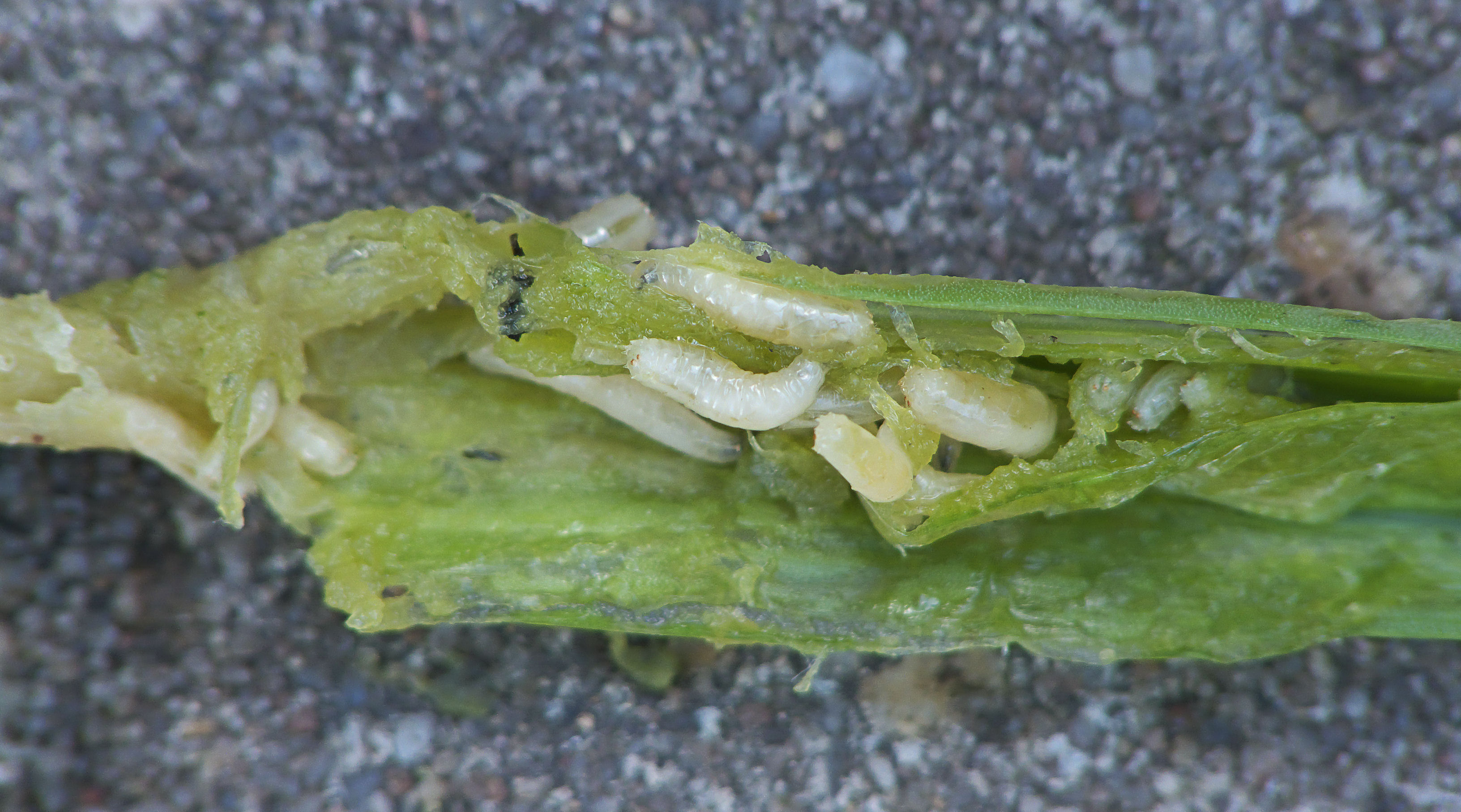
Личинки луковой мухи

Значительный вред чесноку приносят луковые мухи — несколько видов насекомых семейства настоящих мух и мух-журчалок. Вредят личинки, питающиеся сочной тканью луковиц. Повреждённые луковицы загнивают, листья растения желтеют и засыхают.
- Луковая муха (Delia antiqua) ([syn.  Hylemyia antiqua]) длиной 5—7 мм, светло-серая со слабым зеленоватым оттенком на спине. Личинка длиной до 10 мм, белая. Кроме чеснока, повреждает лук-батун, репчатый лук, шалот-лук и порей-лук. Распространена в Евразии и Северной Америке, в том числе в арктических регионах. Мухи выходят из зимующих в почве пупариев в середине мая, личинки развиваются в июле — августе, в более тёплых регионах (Украина) луковая муха может давать два поколения[34].
- Луковая журчалка (Eumerus strigatus) длиной 6,5—9 мм, бронзово-зелёная. Личинка длиной до 11 мм, от грязно-жёлтого до зеленовато-серого цвета, морщинистая. Повреждает лук, чеснок, тюльпаны, нарциссы, ирисы, иногда подземные части картофеля, моркови, свёклы. Встречается в Евразии, в странах бывшего СССР — повсеместно, кроме Крайнего Севера. Зимуют личинки или пупарии, мухи выходят в июне и откладывают яйца в течение полутора месяцев. В августе — сентябре появляется второе поколение. Бугорчатая журчалка (Eumerus tuberculatus) по распространению и жизненному циклу схожа с луковой журчалкой, эти виды имеют небольшие различия в морфологии имаго[35].

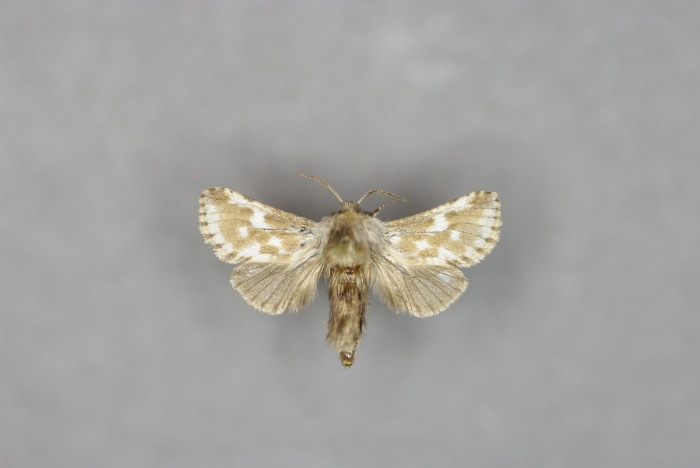
Бабочка точило луковый

- Точило луковый (Duspessa ulula) — ночная бабочка семейства древоточцев. Гусеницы вбуравливаются в луковицы и выгрызают внутри большие полости. Развиваются почти на протяжения года, начиная с июля[36][37].

Другие вредители чеснока:
- луковые трипсы (Thysanoptera) — мелкие (длиной 0,8—0,9 мм) насекомые с бахромчатыми крыльями. Тело узкое, продолговатое, светло-жёлтой или тёмно-бурой окраски. Личинки без крыльев, беловатые или зеленовато-жёлтые;
- луковый скрытнохоботник (Ceutorhynchus jakowlewi) — жук длиной 2,2—2,5 мм, с тонкой длинной подогнутой под грудь головотрубкой. Тело жука чёрное, покрыто беловатыми чешуйками, отчего кажется серым. Личинки длиной до 6,5 мм, безногие, желтовато-белые, со светло-бурой головой. Распространён в умеренном климате от Западной Европы до Казахстана. Жуки и личинки повреждают листья, вызывая их пожелтение и усыхание. Чаще нападают не на чеснок, а на другие виды лука[38].
- луковые моли (Acrolepia assectella Zeil., Acrolepiopsis assectella caucasica Zagulajev) — тёмно-коричневые бабочки. Размах крыльев 8—10 мм. Гусеницы желтовато-зелёные, с продольными желтоватыми полосами и пятнами, длиной до 40 мм.
- луковая стеблевая нематода — очень мелкий нитевидный белый червь 1—1,5 мм длиной и толщиной 0,04 мм, хорошо заметный лишь при сильном увеличении,
- некоторые виды совок и др.

#### Клещи-вредители
- корневые клещи (Tyroglyphidae), представители родов Tirophagus и Rhizoglyphus — мелкие, с овальным беловато-стекловидным телом восьминогие клещи длиной 0,7—1,1 мм. Повреждают растущие растения лука и чеснока в грунте и при хранении.
- четырёхногий чесночный клещ (Aceria tulipae) — исключительно мелкие (0,21—0,25 мм), с удлинённым телом, имеющие всего две пары ходильных конечностей[39].

## Значение и применение

### История культуры

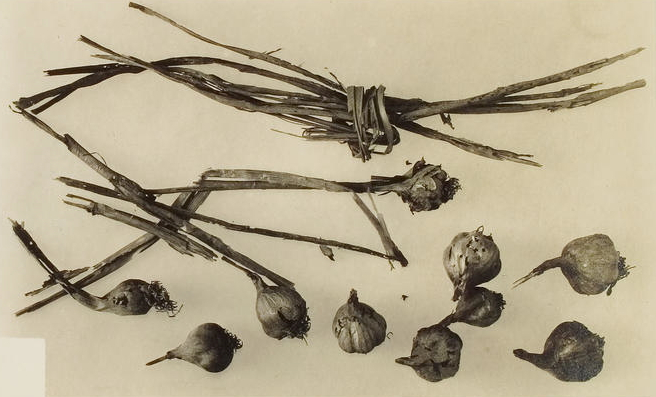
Чеснок, найденный в гробнице Тутанхамона (KV62)

С глубокой древности чеснок выращивали в Индии, куда его завезли арии. Индийцы использовали его в лечебных целях, при этом в пищу это растение не применяли из-за резкого запаха:3.
Культивирование чеснока началось около 5 тысяч лет назад. Он пользовался большой популярностью в античности, его возделывали римляне, ассирийцы, египтяне, греки, евреи и арабы.
Самые ранние известные ссылки указывают, что чеснок являлся важной частью ежедневной диеты многих египтян; египетские рукописи этого периода включают 800 лекарственных препаратов, 22 из которых изготавливались на основе чеснока. Он входил в рацион рабочих, участвующих в тяжёлой работе, например, при строительстве пирамид. В древней истории вообще часто упоминается, что чеснок давался рабочим для поддержания и увеличения их силы, таким образом делая работу более производительной. Однажды в Древнем Египте (около 1600 лет до н. э.) вспыхнуло восстание, когда рабочие при строительстве пирамид не получили чеснок. Неизвестно, был ли популярен чеснок у высшего класса или он являлся продуктом для бедных слоёв, но известно, что в 1922 году при раскопках гробницы Тутанхамона, датируемой периодом около 1300 лет до н. э., были обнаружены луковицы чеснока. Лук и чеснок находили в саркофагах на закрытых глазах и во внутренних полостях мумий:6. Возможно, чеснок имел ритуальное значение (либо его там оставили рабочие).
С незапамятных времён чеснок возделывался и в Китае. В китайской азбуке он изображён в числе немногих предметов, имеющих самое древнее происхождение.
В Древней Греции чеснок выращивали, но чесночный запах считался неприятным, оскорбляющим чувства богов. В Древнем Риме чеснок охотно потребляли свободные граждане, причисляемые к бедноте.
На территории России чеснок известен с древних времён. В древнерусских рукописных памятниках, относящихся к XIII веку, говорится, что славяне пили вино, положив в чашу чеснок. Во времена Владимира Мономаха крестьяне ели чеснок с солью и чёрным хлебом, по праздникам варили студень из свиных голов.
Чеснок упоминается в Библии: «Пришельцы между ними стали обнаруживать прихоти; а с ними и сыны Израилевы сидели и плакали и говорили: кто накормит нас мясом? Мы помним рыбу, которую в Египте мы ели даром, огурцы и дыни, и лук, и репчатый лук, и чеснок; а ныне душа наша изнывает; ничего нет, только манна в глазах наших» (Чис. 11:4—11:6). То есть в Библии, датируемой V в. до н. э. — II в. н. э., есть сведения о том, что израильтяне в Древнем Египте ели много лука, чеснока и лука-порея, которых им недоставало в странствиях с Моисеем:3—4. Упоминание этого растения в Библии и Коране свидетельствует о его большом значении в качестве пряности и лечебного растения для древних цивилизаций:1.

### Пищевое применение
| |
| |
| |
| 1. «Чёрный чеснок» — популярное кушанье в Японии и Корее 2. Чеснок в оливковом масле — блюдо испанской кухни 3. Мочёный чеснок — популярная закуска к водке в России |

Благодаря острому вкусу чеснок широко используется во всём мире как приправа. Он является важным элементом многих блюд в различных регионах, например, в Восточной и Южной Азии, на Среднем Востоке и в Северной Африке; чеснок — непременный атрибут средиземноморской кухни.
В Корее и Японии головки чеснока квасят при высоких температурах; полученный продукт, называемый «чёрный чеснок», имеет приторно-сладкий вкус. В начале XXI века этот продукт стал продаваться в западных странах, а потом и в остальных.
Как стрелки, так и зубчики чеснока квасят, солят, маринуют, тушат. Вкусны жареные листья молодого растения.
В качестве приправы используют сушёный молотый чеснок. Он бывает различных фракций: хлопья, дроблёный, измолотый в муку.
Айоли — соус, представляющий собою смесь чеснока, оливкового масла и яичного желтка, — очень популярен на севере Средиземноморья.
Турен — чесночный суп из Гаскони.
В свежем и консервированном виде чеснок используют в кулинарии (чесночные колбасы, соленья и другое).

### Применение в медицине

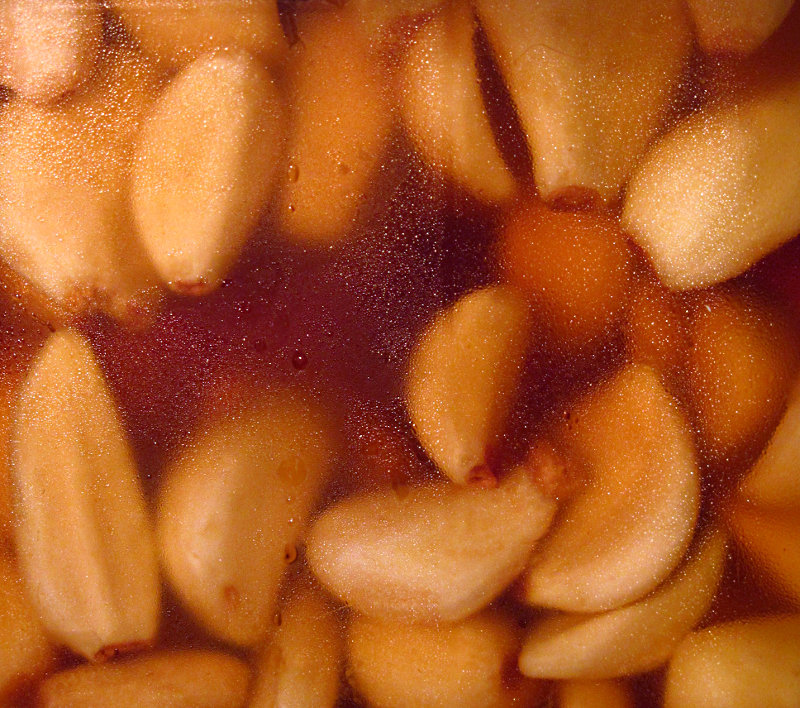
Зубчики чеснока, замаринованные при простом хранении их в уксусе в холодильнике. Это также позволяет получить настоенный на чесноке уксус для использования в рецептах или в качестве приправы

Медицинское название луковицы чеснока на латинском — Bulbus Allii Sativi.
Чеснок не включён в перечень лекарственных растений Государственной фармакопеи РФ, поэтому галеновые препараты не признаются официальной медициной, но в то же время чеснок является сырьём для производства различных препаратов и активно используется в народной медицине.
Чесночный сок содержит в себе биологически активные вещества, оказывающие противомалярийное, фунгицидное (противогрибковое), противопротозойное, противовирусное и противовоспалительное действие. Чеснок также содержит фитонциды, убивающие или подавляющие рост бактерий.
В древнеегипетской литературе смесь соли с чесноком упоминается как жаропонижающее средство.
В медицине применяют препараты из луковиц чеснока — настойку чеснока и спиртовую вытяжку (аллилсат), которые усиливают двигательную и секреторную функции желудочно-кишечного тракта, что способствует развитию нормальной кишечной флоры и повышению сопротивляемости организма к простудным, инфекционным заболеваниям и служит средством повышения иммунитета организма. Последнее связано ещё и с тем, что компоненты чеснока увеличивают активность фагоцитов, T-лимфоцитов, макрофагов и клеток-киллеров. Чеснок назначают внутрь также для подавления процессов гниения и брожения в кишечнике (при атонии кишечника и колитах). Поэтому в качестве добавки к пище чеснок может предотвратить отравление некачественными продуктами.
Залечивает и обеззараживает раны. Предполагается иммуностимулирующее и противораковое действие чесночных препаратов.
Чеснок содержит большое количество аллицина. Сульфеновые кислоты, которые являются продуктом распада аллицина, реагируют со свободными радикалами. Это объясняет антиоксидантные свойства чеснока, в котором нет флавоноидов, как в зелёном чае или винограде.

#### Чеснок для борьбы с инфекциями и паразитами
В XIX веке было научно доказано, что чеснок содержит антибиотики. Луи Пастер обнаружил, что чеснок способен убивать бактерии. Свежий чеснок обладает активностью против кишечной палочки, золотистого стафилококка, сальмонеллы и гриба Candida.
Согласно некоторым исследованиям, чеснок обладает противовирусным действием, в частности, в определённой мере помогает предотвратить грипп. По другим источникам, анализ методики описанных исследований показывает, что их нельзя считать отвечающими требованиям доказательной медицины. Кокрейновское сотрудничество сообщило, что из шести просмотренных статей, восхваляющих чеснок, всего лишь одна отвечала минимальным требованиям по качеству исследований. Эта статья демонстрировала, что люди, входящие в контрольную группу, принимающую чесночную биодобавку, простужались в три раза реже плацебо-группы. Если люди простужались, то чесночная биодобавка не влияла на длительность и тяжесть болезни. В заключение Кокрейновское сотрудничество сообщает, что на основании имеющихся скудных данных оно не может рекомендовать чеснок как средство профилактики простуды, однако рекомендует продолжать исследования в этом направлении.

#### Действие на сердечно-сосудистую систему
Чеснок способен снижать холестерин липопротеинов низкой плотности и общий уровень холестерина, повышать уровень полезного холестерина липопротеинов высокой плотности, а также снижать артериальное давление, что полезно для профилактики атеросклероза и артериальной гипертензии.
Компоненты аллицина вступают в реакцию с красными кровяными клетками (эритроцитами). В результате реакции образуется сероводород, который уменьшает напряжение стенок кровеносных сосудов. Внутри кровеносных сосудов вещество способствует более активному кровотоку. Это, в свою очередь, ведёт к снижению кровяного давления, позволяет дать больше кислорода жизненно важным органам и снизить нагрузку на сердце.

#### Противопоказания
Употребление чеснока в больших количествах может увеличить риск послеоперационного кровотечения. В сочетании с антикоагулянтом варфарином — увеличивает продолжительность кровотечений за счёт увеличения времени свёртывания крови.
Нет единого мнения, разрушает ли чеснок микрофлору кишечника.
Лук и чеснок токсичны для кошек и собак.
При заболеваниях почек:13, жёлчнокаменной болезни, анемии, язве желудка или кишечника следует быть крайне осторожным в употреблении чеснока. Препараты чеснока противопоказаны при заболеваниях почек.

### Состав
В луковицах содержится 35—42 % сухих веществ, в том числе 6,0—7,9 % белков, 7,0—28 мг% витамина С (в листьях — до 80 мг%), 0,5 % сахаров, 20—27 % полисахаридов.
Вкус и запах чеснока обусловлены наличием эфирного масла (0,23—0,74 %), в котором содержится аллицин и другие органические соединения сульфидной группы (фитонциды).
Аллицин — органическое вещество, которое является сильнейшим антиоксидантом, то есть избавляет клетки от свободных радикалов. В ходе эксперимента с искусственным аллицином учёные выяснили, что со свободными радикалами реагируют продукты распада последнего — сульфеновые кислоты. Их реакция происходит очень быстро и ограничивается лишь временем встречи двух молекул (радикала и кислоты). Ранее никто ни в искусственных, ни в природных условиях не наблюдал ничего подобного, утверждают учёные. Аллицин представляет собой сложную смесь летучих безазотистых ароматических соединений, состоящих в основном из полисульфидов, обладающих жгучим запахом:12. Помимо стерилизующего (противомикробного) действия, аллицин обладает раздражающим, сокогонным и отхаркивающим эффектом:12.
Другие компоненты
1. Пировиноградная кислота[72]
2. Салицин
3. Ситостерол
4. Кофейная кислота
5. Хлорогеновая кислота
6. Диаллилдисульфид
7. Феруловая кислота (3-гидрокси-4-метокси-фенилпропеновая кислота)
8. Гераниол
9. Кемпферол
10. Линалоол
11. Олеаноловая кислота
12. Кумариновая кислота
13. Флороглюцин
14. Фитиновая кислота
15. Кверцетин
16. Рутин
17. Аллилцистеин[англ.]
18. Сапонины
19. Капсаицин
20. Стигмастерол[англ.]

## Классификация
В филогенетических системах второй половины XX века, таких как системы Кронквиста (1988) и Тахтаджяна, род Лук (Allium) включался в семейство Лилейные (Liliaceae). Позже по результатам филогенетических исследований он был выделен в отдельное семейство Луковые (Alliaceae) (система APG II), однако в более поздней системе APG III (2009) роды, входившие в это семейство, были включены в семейство Амариллисовые (Amaryllidaceae).
Таксономическая схема
|  |                                      |  |                                                                             |                                                                             |                                            |  | ещё 13 семейств, среди которых наиболее крупные — Ирисовые, Ксанторреевые, Орхидные, Спаржевые | ещё 13 семейств, среди которых наиболее крупные — Ирисовые, Ксанторреевые, Орхидные, Спаржевые |                                                        |  |  |  | ещё две трибы: Gilliesieae, Tulbaghieae                                               | ещё две трибы: Gilliesieae, Tulbaghieae                                               |  |  |  |  | ещё несколько сотен видов, в том числе Лук-батун, Лук-порей, Лук репчатый, Лук скорода (шнитт-лук), Черемша | ещё несколько сотен видов, в том числе Лук-батун, Лук-порей, Лук репчатый, Лук скорода (шнитт-лук), Черемша |
|  |                                      |  |                                                                             |                                                                             |                                            |  | ещё 13 семейств, среди которых наиболее крупные — Ирисовые, Ксанторреевые, Орхидные, Спаржевые | ещё 13 семейств, среди которых наиболее крупные — Ирисовые, Ксанторреевые, Орхидные, Спаржевые |                                                        |  |  |  | ещё две трибы: Gilliesieae, Tulbaghieae                                               | ещё две трибы: Gilliesieae, Tulbaghieae                                               |  |  |  |  | ещё несколько сотен видов, в том числе Лук-батун, Лук-порей, Лук репчатый, Лук скорода (шнитт-лук), Черемша | ещё несколько сотен видов, в том числе Лук-батун, Лук-порей, Лук репчатый, Лук скорода (шнитт-лук), Черемша |
|  |                                      |  |                                                                             | порядок Спаржецветные                                                       |                                            |  |                                                                                                |                                                                                                | подсемейство Allioideae                                |  |  |  |                                                                                       | род Лук                                                                               |  |  |  |  | | |
|  |                                      |  |                                                                             | порядок Спаржецветные                                                       |                                            |  |                                                                                                |                                                                                                | подсемейство Allioideae                                |  |  |  |                                                                                       | род Лук                                                                               |  |  |  |  | | |
|  | отдел Цветковые, или Покрытосеменные |  |                                                                             |                                                                             | семейство Амариллисовые (около 1600 видов) |  |                                                                                                |                                                                                                | триба Allieae                                          |  |  |  | Чеснок                                                                                |                                                                                       |  |  |  |  | | |
|  | отдел Цветковые, или Покрытосеменные |  |                                                                             |                                                                             |                                            |  |                                                                                                |                                                                                                |                                                        |  |  |  |                                                                                       |                                                                                       |  |  |  |  | | |
|  |                                      |  | ещё 58 порядков цветковых растений (согласно Системе классификации APG III) | ещё 58 порядков цветковых растений (согласно Системе классификации APG III) |                                            |  |                                                                                                | ещё два подсемейства, Agapanthoideae и Amaryllidoideae                                         | ещё два подсемейства, Agapanthoideae и Amaryllidoideae |  |  |  | ещё около 15 родов, из них к роду Лук наиболее близок Нектароскордум (Nectaroscordum) | ещё около 15 родов, из них к роду Лук наиболее близок Нектароскордум (Nectaroscordum) |  |  |  |  | | |
|  |                                      |  |                                                                             | ещё 58 порядков цветковых растений (согласно Системе классификации APG III) |                                            |  |                                                                                                |                                                                                                | ещё два подсемейства, Agapanthoideae и Amaryllidoideae |  |  |  |                                                                                       | ещё около 15 родов, из них к роду Лук наиболее близок Нектароскордум (Nectaroscordum) |  |  |  |  | | |

## Чеснок в народной культуре

### Поверья славян

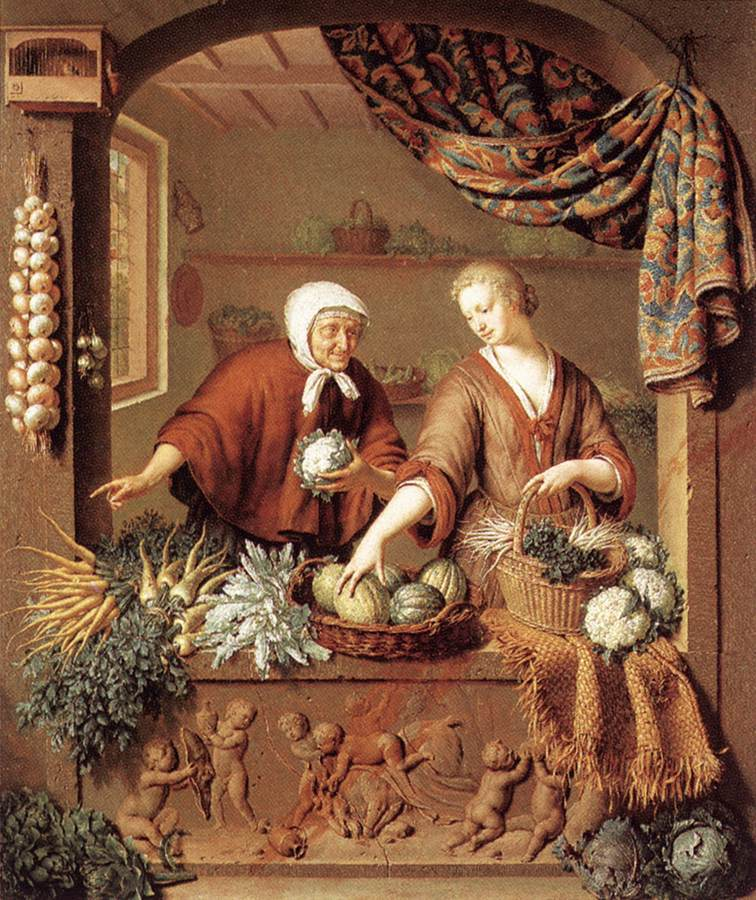
Виллем ван Мирис. Торговец зеленью (1731)

В мифологии славянских народов змеи ищут целебные травы и исцеляются с помощью них, даже змея, разрубленная пополам, прикасаясь к этой траве, снова срастается. Воспоминания о змеиной траве по преимуществу соединяются с чесноком и луком. Поэтому чесноку приписываются магические свойства. По мнению чехов, чеснок на кровле дома оберегает здание от удара молнии. В Сербии существует поверье, что если перед Благовещением убить змею, вырастить на её голове луковицу чеснока, потом этот чеснок привязать к шапке, а шапку надеть на голову, то все ведьмы сбегутся и станут отнимать чеснок, потому что в нём заключена великая сила. Тому, кто хотел одержать верх на судебном поединке, колдуны и знахари советовали убить змею, её язык положить в левый сапог, а когда понадобится, то положить в этот сапог три дольки чеснока и идти на судебное заседание или на поле битвы. Чесноку приписывалось свойство прогонять ведьм, нечистых духов и болезни. Для этой цели сербы натирали себя соком чеснока, а чехи вешали его над дверями. В некоторых деревнях южной России, когда невеста отправлялась в церковь, ей завязывали в косу чеснок для предотвращения порчи. В мифологии славян и художественной литературе чеснок — оберег против вампиров. Эти свойства приписывались чесноку в связи с его сильным запахом.
Русины использовали чеснок, чтобы обнаружить ведьму. Для этого совершался специальный магический обряд: в сочельник после ужина собирался чеснок, разложенный по углам стола, который выращивался до Пасхи. Затем нужно было взять выросшие перья чеснока и продержать их во рту в течение всей службы в церкви, пока не поставят куличи. В этот момент становится видно, что у некоторых женщин на голове подойник с молоком — это и есть ведьмы.
Чеснок является божественным растением у болгар, а у народов севера — растение сатаны.
Согласно украинской легенде, чеснок вырос из зубов колдуньи, поэтому есть его считается грехом.

### Поверья индусов
Древние индийцы упоминают чеснок — Джангиду — в одной из древнейших книг, Атхарваведе,  как средство против болезней и демонов, ракшасов, злых духов; это средство, данное богами, называют происходящим от соков пашни. Это амулет, портящий колдовство.
В другом переводе другими словами об этом же говорит Н. К. Рерих в автомонографии «1929 год Весна». Там же даётся перевод слова джангида.

### Чеснок в современном мире
В 2009 году, в связи с пандемией свиного гриппа, в Китае распространился слух о том, что чеснок помогает организму человека предотвратить инфекцию. В течение года цены на чеснок в Китае увеличились почти в 40 раз.
В США с 1998 года существует ежегодный благотворительный Фестиваль чеснока, все средства от которого перечисляются в помощь местным детям, страдающим психическими расстройствами.
Чеснок лежит в основе испанской кухни, а среди известнейших любителей этого продукта — король Хуан Карлос I и папа римский Бенедикт XVI. Испанский город Лас-Педроньерас признан мировой столицей чеснока.

## Галерея

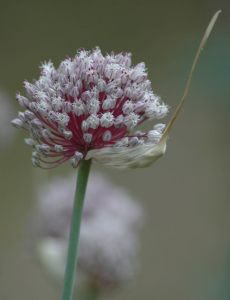
Цветочная головка
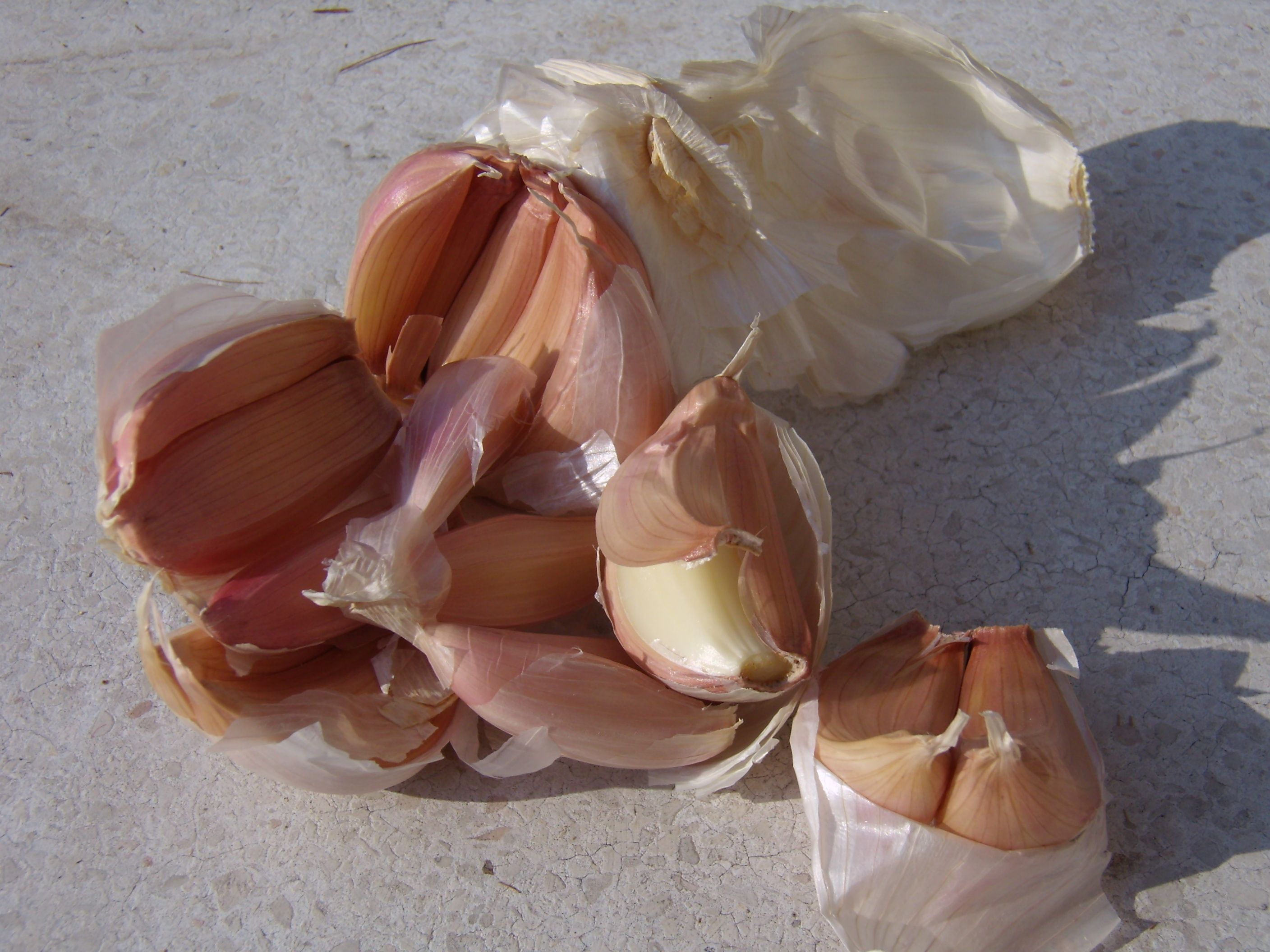
Итальянский чеснок
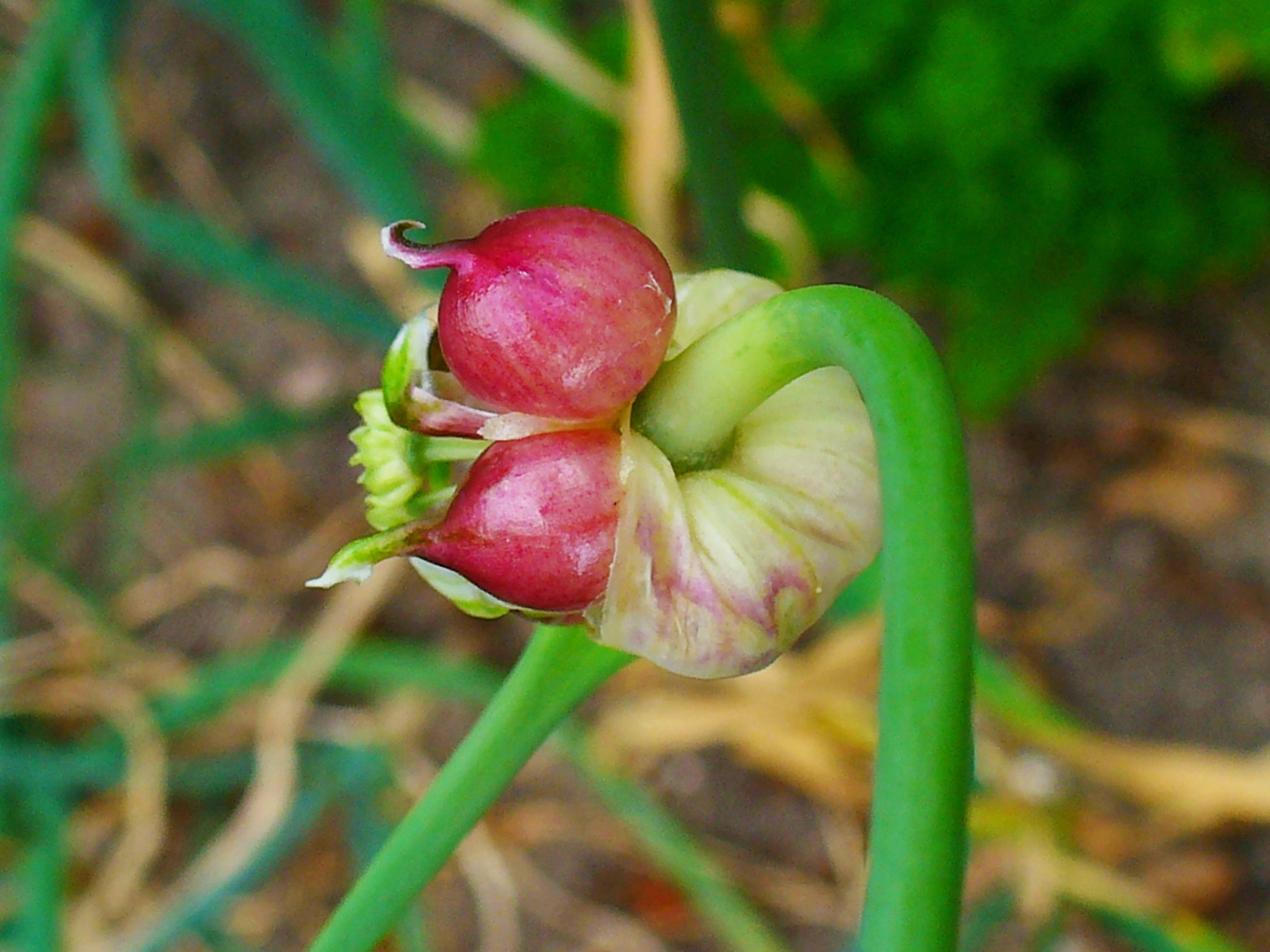
Луковицы
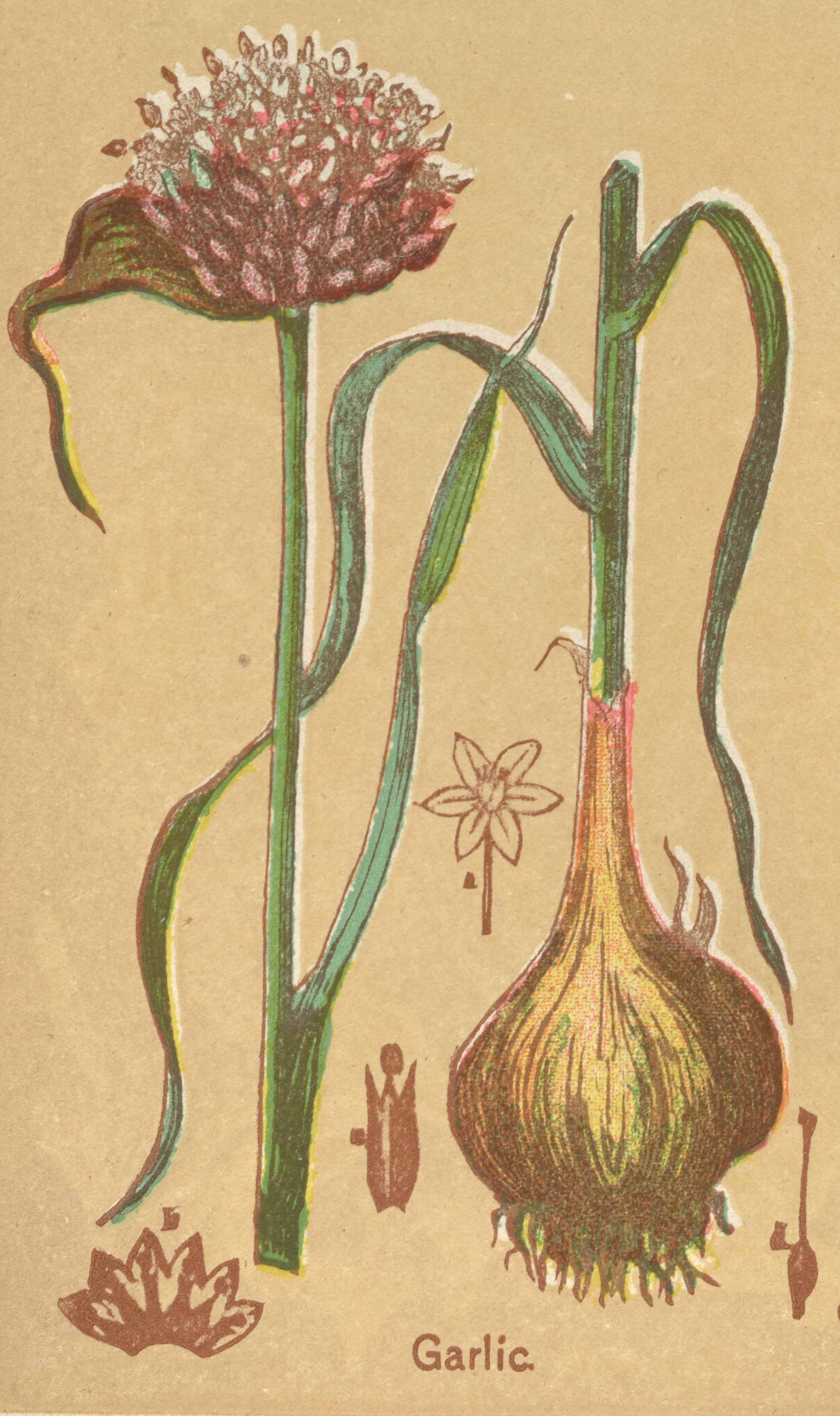
Чеснок, из Книги Здоровья, 1898 г., Генри Мансон Лиман
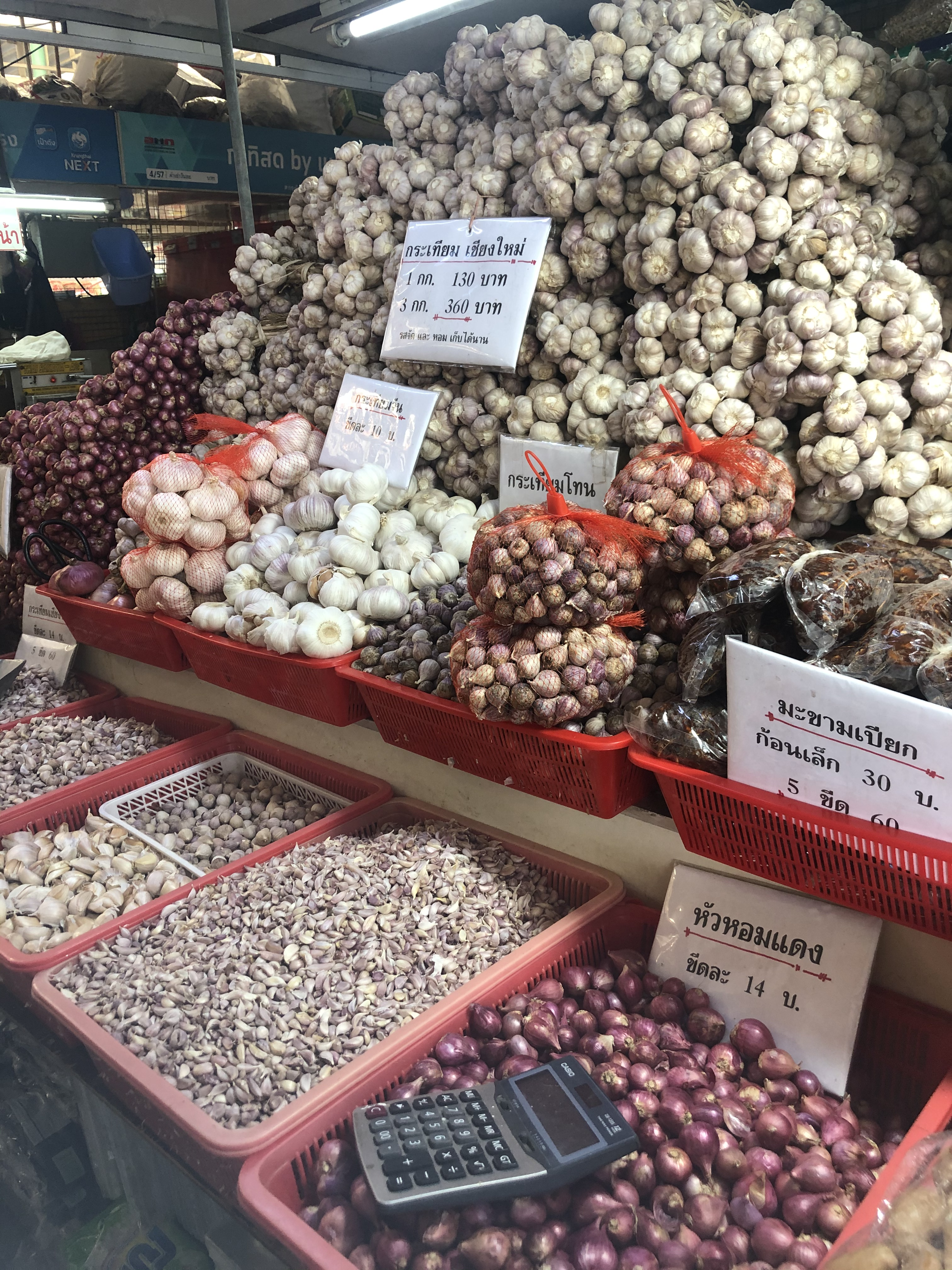
Луковицы чеснока и гвоздики для продажи на рынке Ор Тор Кор в Бангкоке
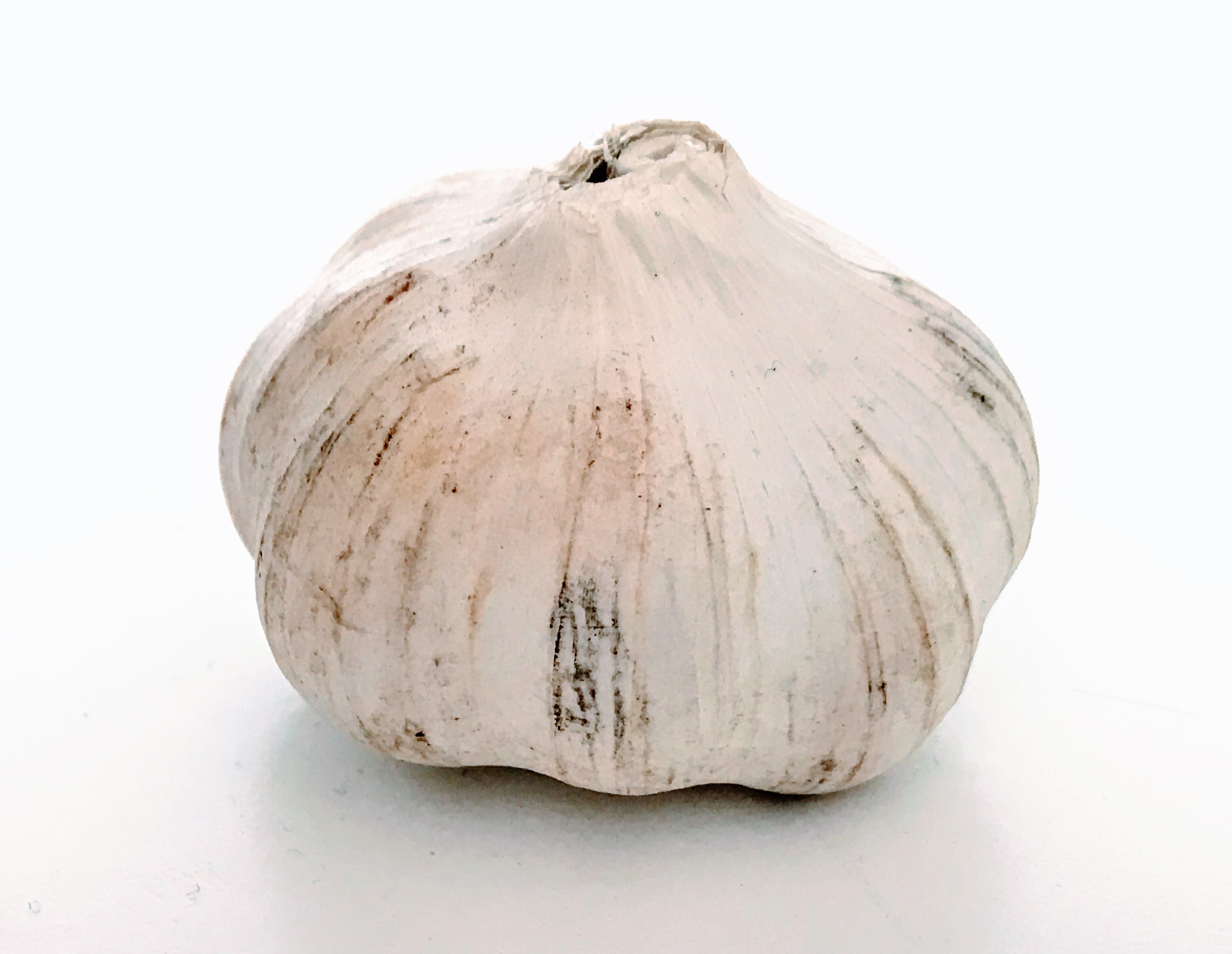
Луковица чеснока
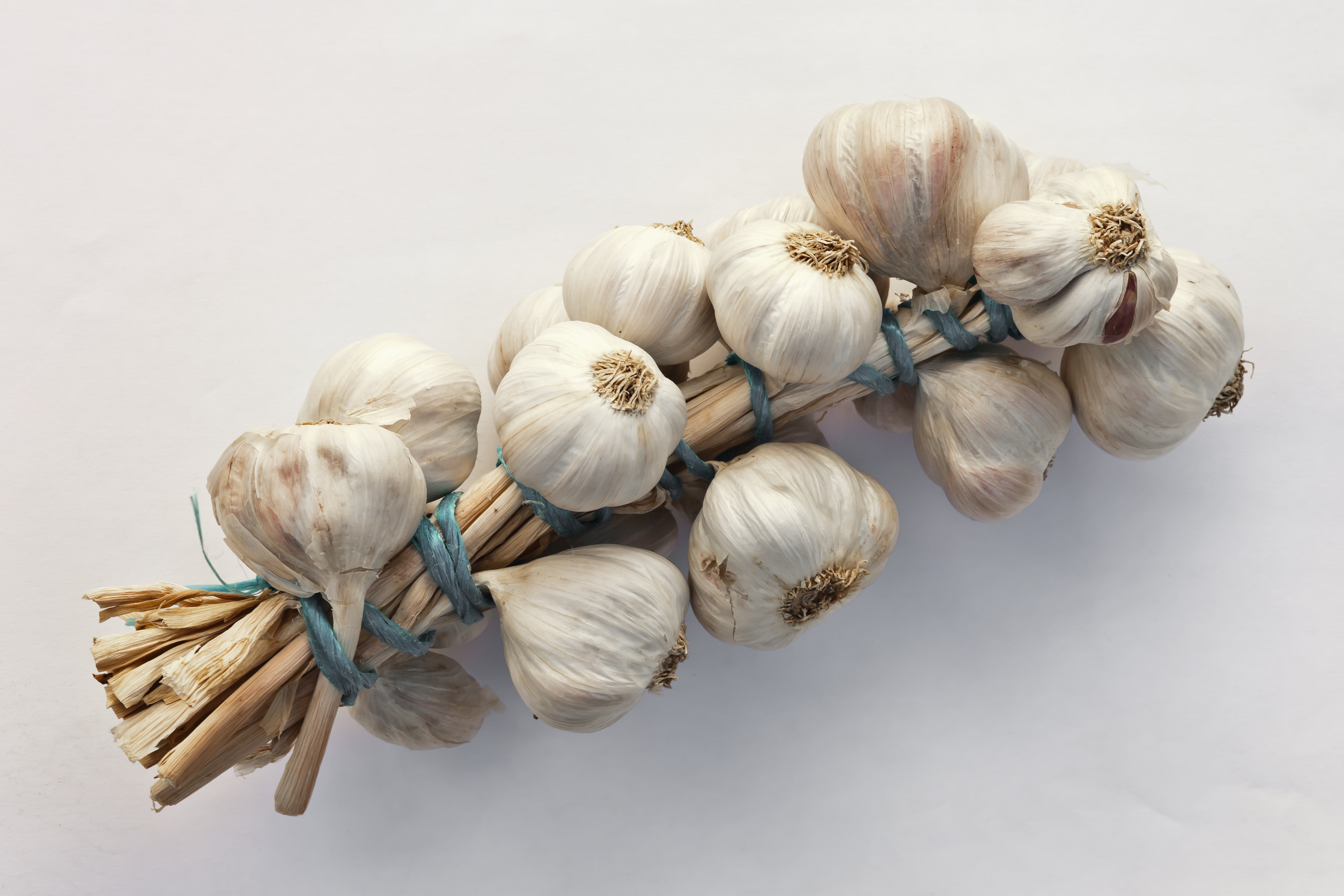
Нитка чеснока
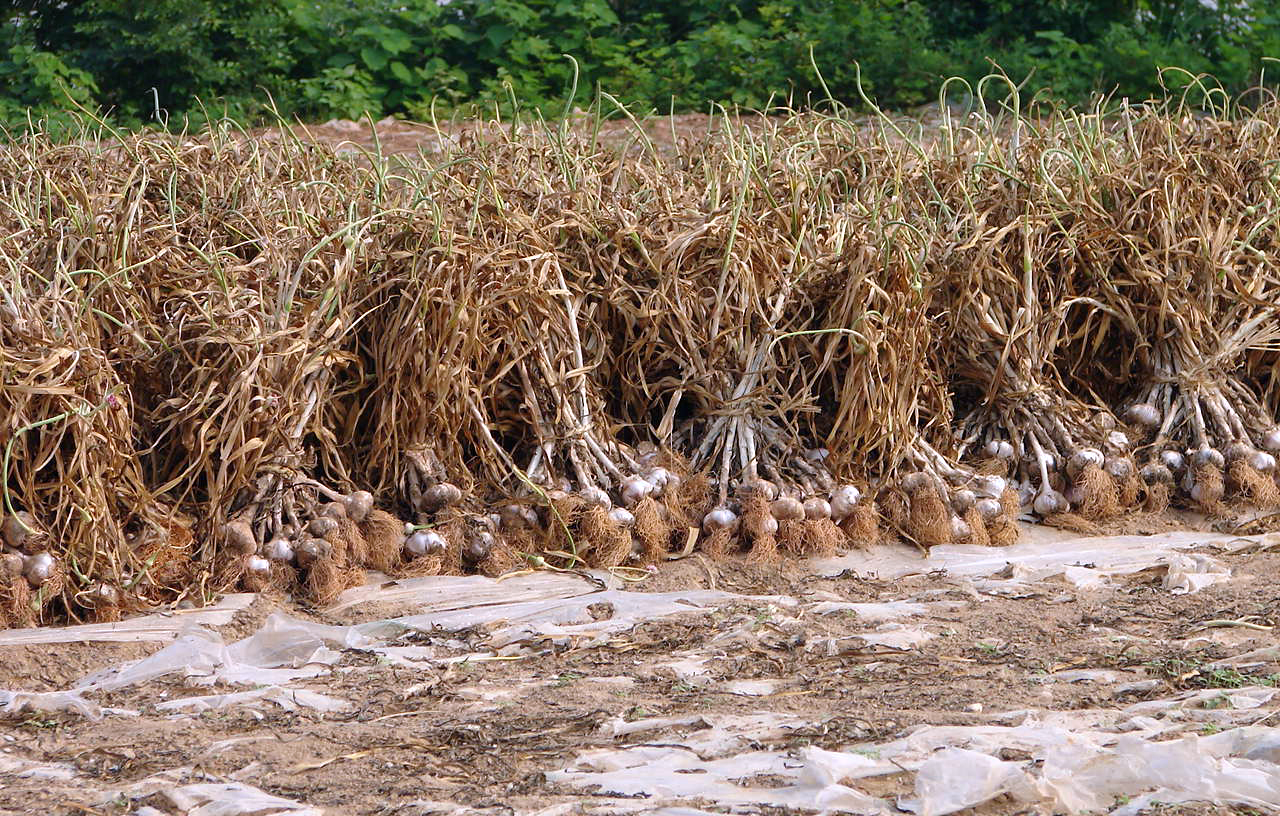
Свежеубранный чеснок
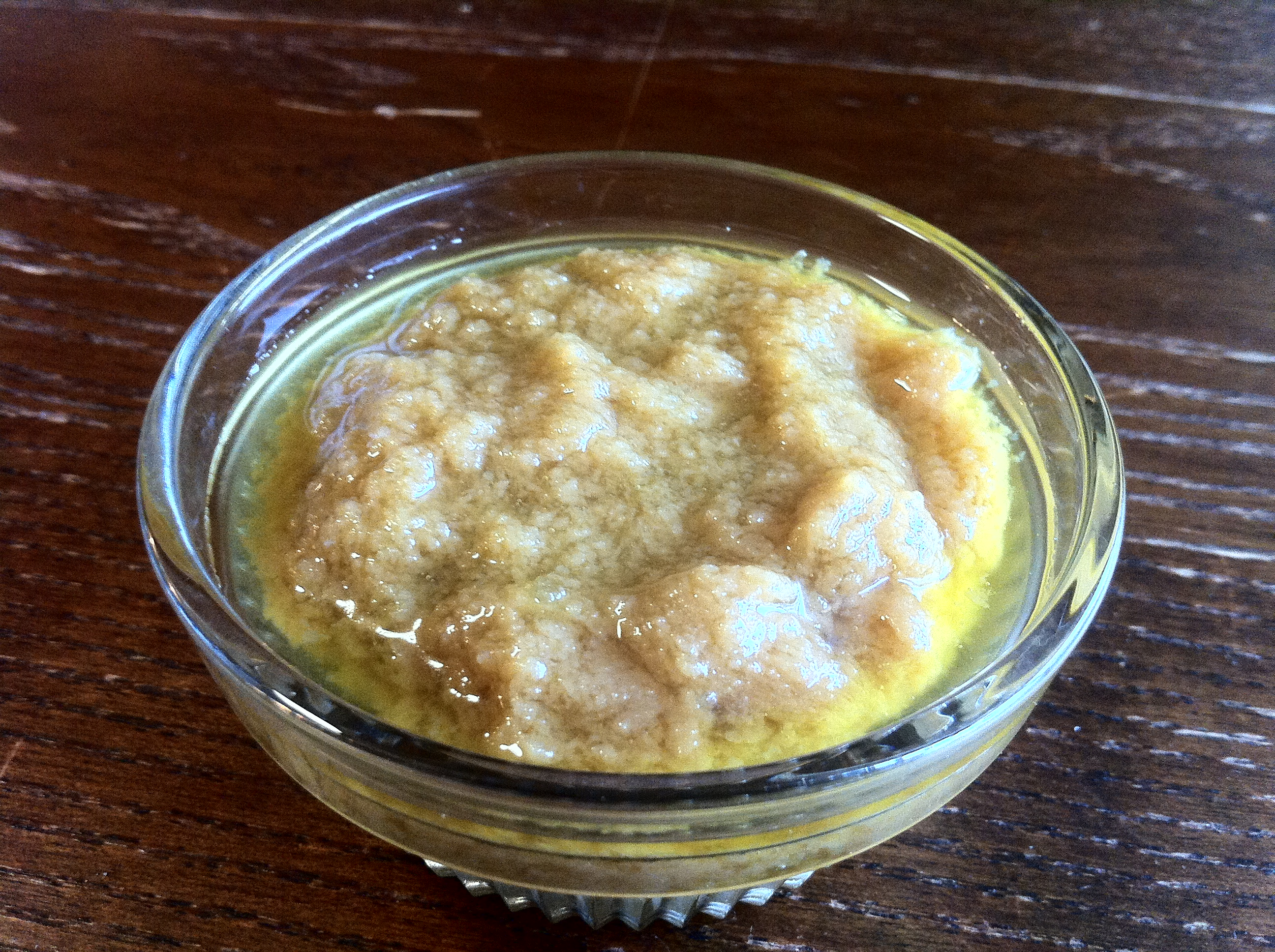
Смешанный чесночный конфи